# امرینگ (ابرسبرگ)
امرینگ (ابرسبرگ) (به آلمانی: Emmering, Ebersberg) یک شهر در آلمان است که در بایرن واقع شده‌است.

## خصوصیات
امرینگ ۱۷٫۲۲ کیلومترمربع مساحت دارد ۵۱۵ متر بالاتر از سطح دریا واقع شده‌است.